# Palazzo Loredan Gheltoff

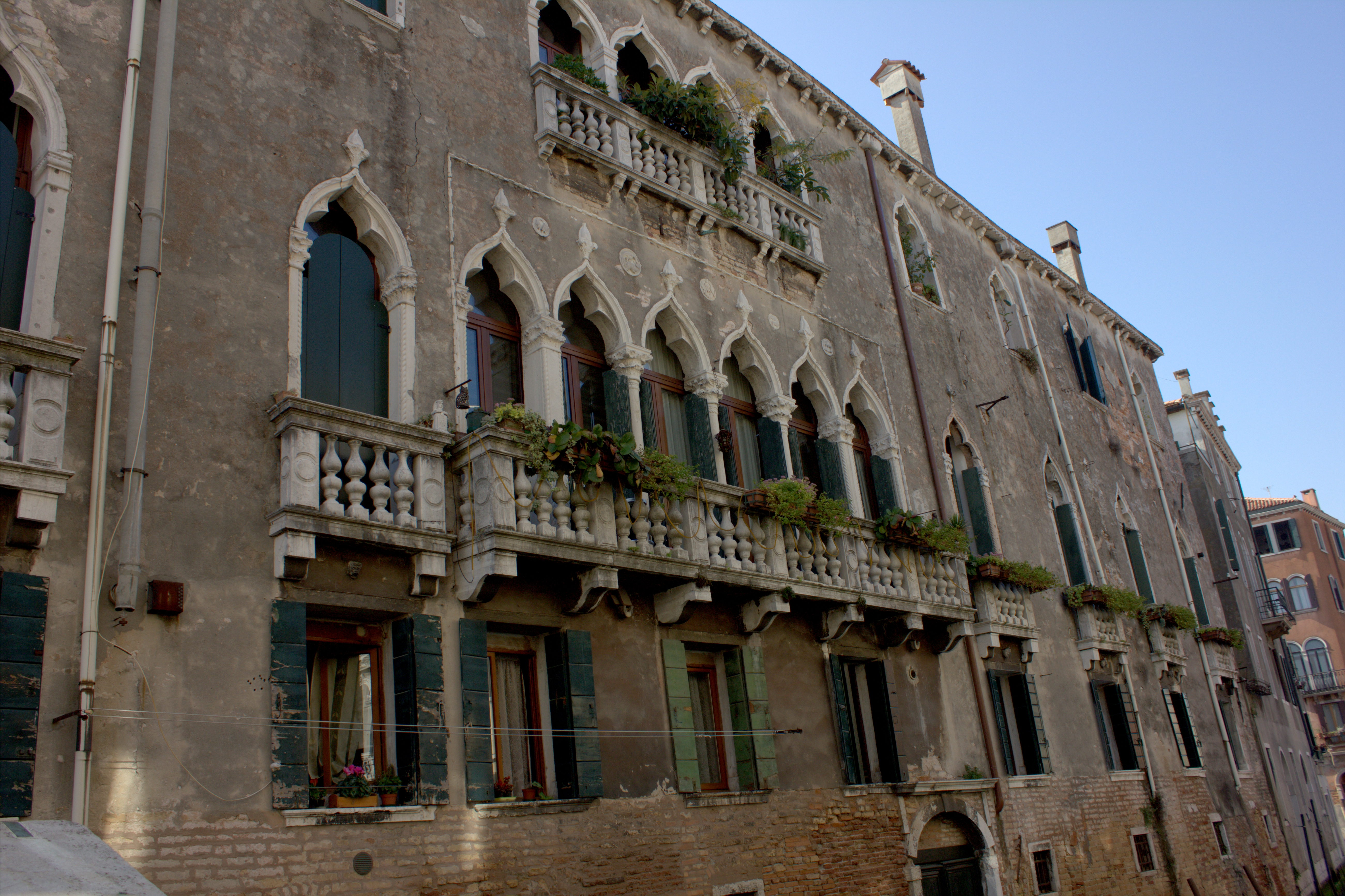
Palazzo Loredan Gheltoff

O Palazzo Loredan Gheltoff é um palácio gótico do século XIV/XV da família Loredan localizado na Calle dell'Aseo, no distrito de Cannaregio de Veneza .

## Arquitetura
O Palazzo Loredan Gheltoff é um imponente palácio gótico do século XIV/XV no qual a versão arcaica da estrutura "L" ainda aparece com uma espaçosa ala de uma única célula e um grande pátio atrás dela; característica bastante invulgar para uma grande habitação, neste caso, sobranceira ao canal a norte e portanto com insolação posterior, o que melhora a sua funcionalidade ao recuperar um esquema arquitectónico já ultrapassado na sua época. Na lateral do Rio della Misericordia (ou San Girolamo) mostra, acima do rés-do-chão, um mezanino bastante amplo. No lado leste do edifício, a ponte Aseo junta-se à Fodamenta della Misericordia.